# 사메드 예실
사메드 예실(튀르키예어: Samed Yeşil, 1994년 5월 25일 ~ )는 독일의 축구 선수이다. 스트라이커이며, 앙카라 데미르스포르에서 활약하고 있다.